# Dauren Kurugliev
Dauren Khalidovich Kurugliev (em russo: Даурен Халидович Куруглиев, em grego: Νταουρέν Κουρουγκλίεφ; Derbente, 12 de julho de 1992) é um lutador de estilo-livre grego.

## Carreira
Kurugliev ganhou títulos juniores, incluindo o Campeonato Nacional Júnior Russo em 2011 e os campeonatos do Distrito Federal do Cáucaso do Norte em 2011 e 2013. Ele competiu na Copa do Mundo de 2015 em Los Angeles, Califórnia, e venceu todas as três lutas de wrestling lá; ele derrotou o tricampeão da NCAA All-American do Penn State Nittany Lions lutando contra Ed Ruth dos Estados Unidos (por queda), Usukhbaatar Purevee da Mongólia e Aleksandr Gostiev do Azerbaijão. Depois de competir na Copa do Mundo Americana, ele perdeu na segunda rodada do Campeonato Russo de Luta Livre de 2015 e, portanto, desistiu de sua participação lá. Em 5 de julho de 2015, ele perdeu na final do Memorial Ali Aliyev, perdendo lá para Shamil Kudiyamagomedov da Rússia.
Em 2020, ele ganhou a medalha de ouro no evento masculino de 86 kg na Copa do Mundo de Luta Individual realizada em Belgrado, Sérvia. Desde 2023, ele começou a representar a Grécia em nível internacional e ganhou dois Campeonatos Europeus em 2023 e 2024.
Kurugliev competiu no Torneio de Qualificação Olímpica de Wrestling Europeu de 2024 em Baku, Azerbaijão, na esperança de se classificar para os Jogos Olímpicos de Verão de 2024 em Paris, França. Ele foi eliminado em sua segunda luta e não se classificou para as Olimpíadas. Um mês depois, Kurugliev conquistou uma vaga para a Grécia nas Olimpíadas no Torneio de Qualificação Olímpica de Wrestling Mundial de 2024, realizado em Istambul, Turquia.
Nas Olimpíadas de Verão de 2024, ele ganhou a medalha de bronze na luta livre. Na luta pela medalha de bronze, ele derrotou Myles Amine, de San Marino.